# Иррхайн

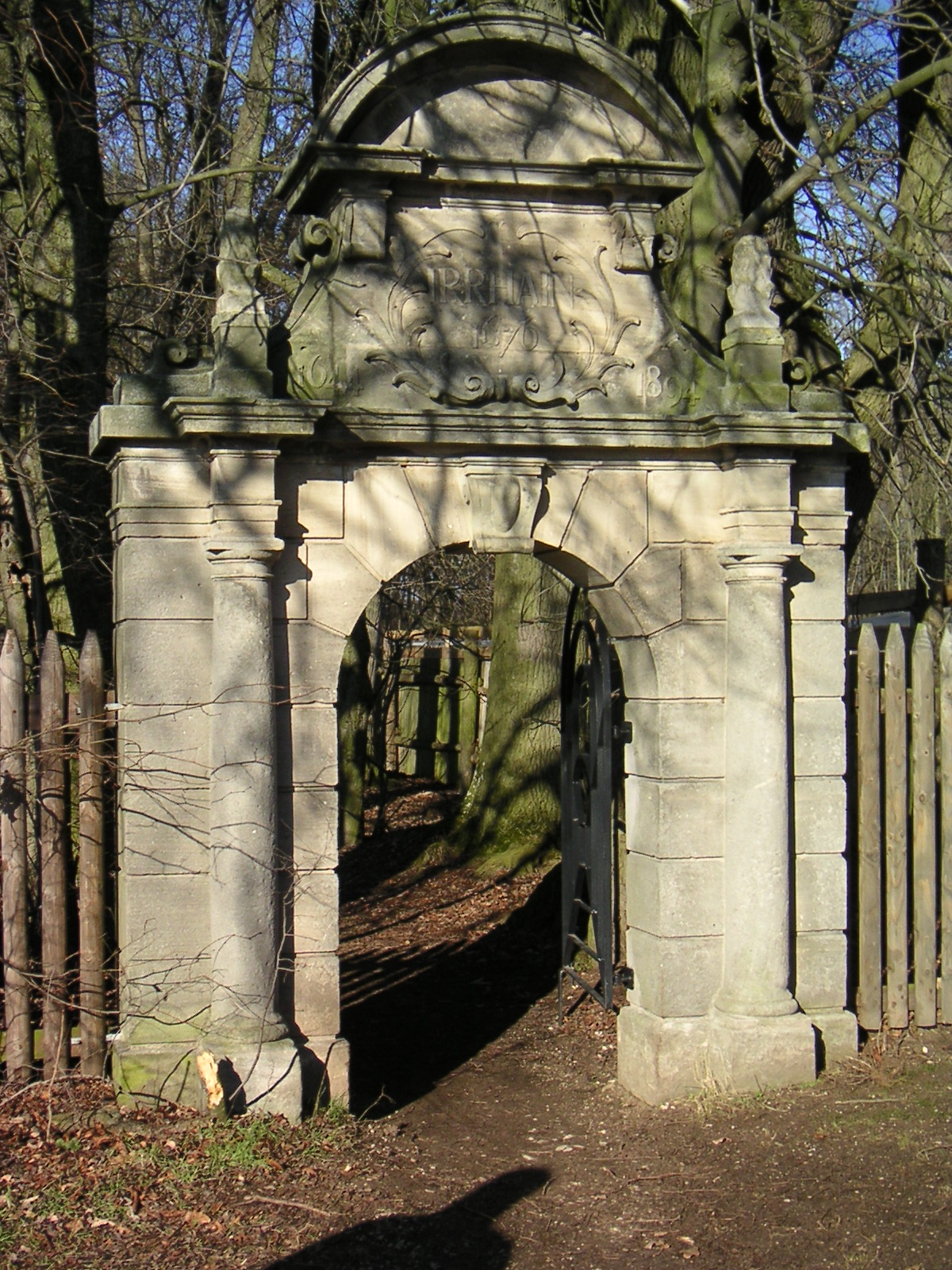
Барочная арка перед аллеей

Иррхайн (нем. Irrhain) — небольшой ландшафтно-экологический и культурно-исторический заповедник в пределах Нюрнбергской агломерации. Он расположен к северу от городского аэропорта на землях, носящих историческое название «Кноблаухланд» — «Чесночное поле», где расположены хозяйства, во многом обеспечивающие город свежими овощами.
Экологическое значение заповедника выражается в том, что он представляет собой участок леса, сохранившегося в своём естественном виде, что особенно важно вследствие того, что в своём большинстве леса Германии являются результатом искусственной посадки деревьев хвойных пород, в то время как первоначально они были образованы деревьями лиственными.
Некоторые экземпляры деревьев умерли и, как об этом сообщают стационарные таблички, представляют опасность падения. Тем не менее они не убираются, поскольку представляют собой естественную среду обитания насекомых.
Сохранность места связана и с тем, что сюда в 1676 г. с берегов Пегница, ныне находящихся в пределах городской черты, переехал «Цветочный орден на Пегнице», или «Блюменорден» — объединение литераторов, поддерживающих манеру своих сочинений в стиле Барокко.Объединение существует до сих пор и здесь летом организуются поэтические праздники.

## Виды заповедника
Главный вход в заповедник оформлен виде каменной арки в архитектурном стиле барокко, за которой начинается аллея, ведущая к поросшей лесом площадке, на которой установлены памятники, связанные с именами членов ордена. Здесь же находится и реплика хижины, в которой собирались литераторы.